# 小于胎龄儿

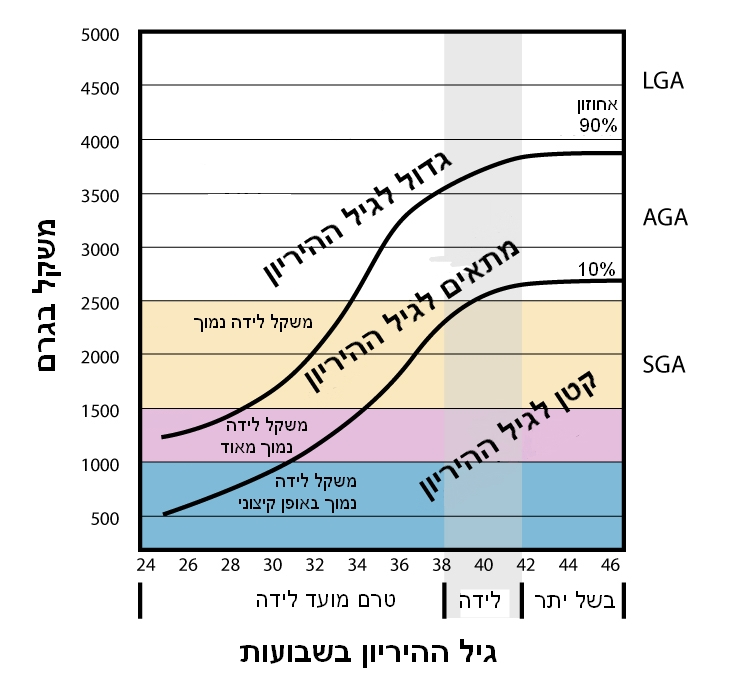
妊娠24至46週出生的嬰兒的胎齡和出生體重（希伯來語）

小于胎龄儿（英語：Small for gestational age，SGA）指出生时体重在相同胎龄平均体重的第10个百分位以下的婴儿。

## 术语
并非所有的小于胎龄（SGA）儿都受到病理性的生长受限，有些可能是天生的体格较小。小于胎龄儿-宫内生长受限是指胎儿在宫内生长发育迟缓（IUGR），是指胎儿无法生长到其基因所决定的大小。此定义特地排除了病理性的小于胎龄儿（SGA） 。

另一个与之相关的词为低出生体重（Low birth weight，LBW），定义为出生时体重（即出生时重量）低于2500g（5磅8盎司）的婴儿。
相关定义还包括低于1500g的极低出生体重（Very Low Birth Weight，VLBW）儿和低于1000g的超低出生体重（Extremely Low Birth Weight，ELBW）儿。
 
足月儿的正常出生体重为2500 g - 4200 g。小于胎龄（SGA）与低出生体重（LBW）、极低出生体重（VLBW）或超低出生体重（ELBW）不是同义词。例如：35周分娩，出生体重2250g的新生儿，其体重对应的胎龄符合，不是小于胎龄儿但仍然是低出生体重儿。三分之一的低出生体重儿 - （出身体重小于2500g）– 是小于胎龄儿。

发达国家的低出生体重发生率约占8.1%，而发展中国家的低出生体重发生率则在6%-30%。这在很大程度上与孕期孕妇的健康状况有关。产妇血清中25-OH维生素D水平与小于胎龄（SGA）的发生有一定的相关性。 

## 诊断
通常通过出生体重/身长来判断；对于胎儿宫内生长发育迟缓，一般通过测量母亲子宫大小来断，即与孕周对应的宫底高度。如果怀疑可能存在胎儿宫内生长发育迟缓，则需通过进一步的超声检查来确认。

## 危险因素
导致非病理性小于胎龄儿的危险因素可以大致分为3类：
- 胎儿
- 母亲
- 胎盘

主要的危险因素是胎盘功能不足，难以满足胎儿的发育需求而导致胎儿生长发育不良。这其中有包括环境和遗传各方面的因素：
- 环境因素：如营养不良、孕妇吸烟、吸毒或酗酒
- 严重贫血
- 静脉输安塞
- 过期妊娠
- 妊娠高血症
- 染色体异常
- 糖尿病
- 结缔组织疾病/紊乱（系统性红斑狼疮），埃勒斯-当洛斯综合征
- 由以下因素导致的胎盘组织受损或减少：
  - 慢性肾功能衰竭
  - 镰状细胞贫血症
  - 苯丙酮尿症
  - 感染：如风疹、巨细胞病毒、弓形体病或梅毒
  - 双胞胎和多胞胎

## 生长受限的分类
小于胎龄儿的生长受限可划分为对称性生长受限或不对称性生长受限。 在某些情况下则可能同时包含对称性和非对称性。

### 对称
对称性生长受限，也称为总体生长受限，表示在胎儿早期受到影响，导致整个孕期胎儿的发育缓慢。这种新生儿的头围与身体的其他部位是成比例的。常见原因包括：
- 早期宫内感染：如巨细胞病毒、风疹病毒或弓形体病
- 染色体异常
- 贫血
- 孕妇药物滥用（孕期酗酒可导致胎儿酒精综合症）

### 非对称
非对称生长受限发生时，头部以正常或略微缓慢的速度增长，而身体的增长速度却明显缓慢。 这类婴儿出生时，其体重与身长和头围不一致，因此被称为“不对称性”。这种情况出现通常是由于孕晚期先兆子痫等而使胎儿生长发育受阻，孕早中期的胚胎/胎儿则生长正常。由于缺乏皮下脂肪，新生儿瘦小的身体与头部不成比例。其他症状还包括皮肤干燥、脱皮和脐带极度细薄等。在这种情况下，新生儿缺氧和低血糖的危险性大大增加。
导致不对称性小于胎龄儿的原因包括：
- 慢性高血压
- 严重营养不良
- 基因突变，埃勒斯-当洛斯综合征

## 治疗
90%的小于胎龄儿在2岁时能够赶上正常婴儿的生长水平。但是，应该密切观察所有的小于胎龄儿是否出现的生长发育不良（FTT）的迹象。非对称小于胎龄儿常发生低血糖症，因为大脑消耗能量的速度更快。约10%的小于胎龄儿到2岁时还无法追赶上正常婴儿的生长水平，此时就需要咨询内分泌医师，根据情况选择生长激素疗法（GHT）等。一些常见病症和紊乱常发生于小胎龄儿（尤其是到2岁时还没有追赶上正常生长水平的小胎龄儿）。这类儿童需要进行专科治疗：
- 消化科医师 - 胃肠道问题，如：胃食管反流（GERD）和/或胃排空延迟（DGE）
- 营养师 - 解决能量不足。营养师通常在生长发育迟缓时介入。
- 语音语言治疗师（SLP）或职能治疗师（OT） - 喂养问题。职能治疗师也能治疗感统失调。
- 行为学家 - 喂养问题，行为方式，但通常针对较大年龄儿童（大于2岁）
- 过敏症专科医生 - 诊断或排除食物过敏源（小于胎龄儿不一定比正常人群更常见）
- 耳鼻喉科医生（ENT） - 诊断扁桃体肿大（小于胎龄儿不一定比正常人群更常见）